# Calendário gregoriano

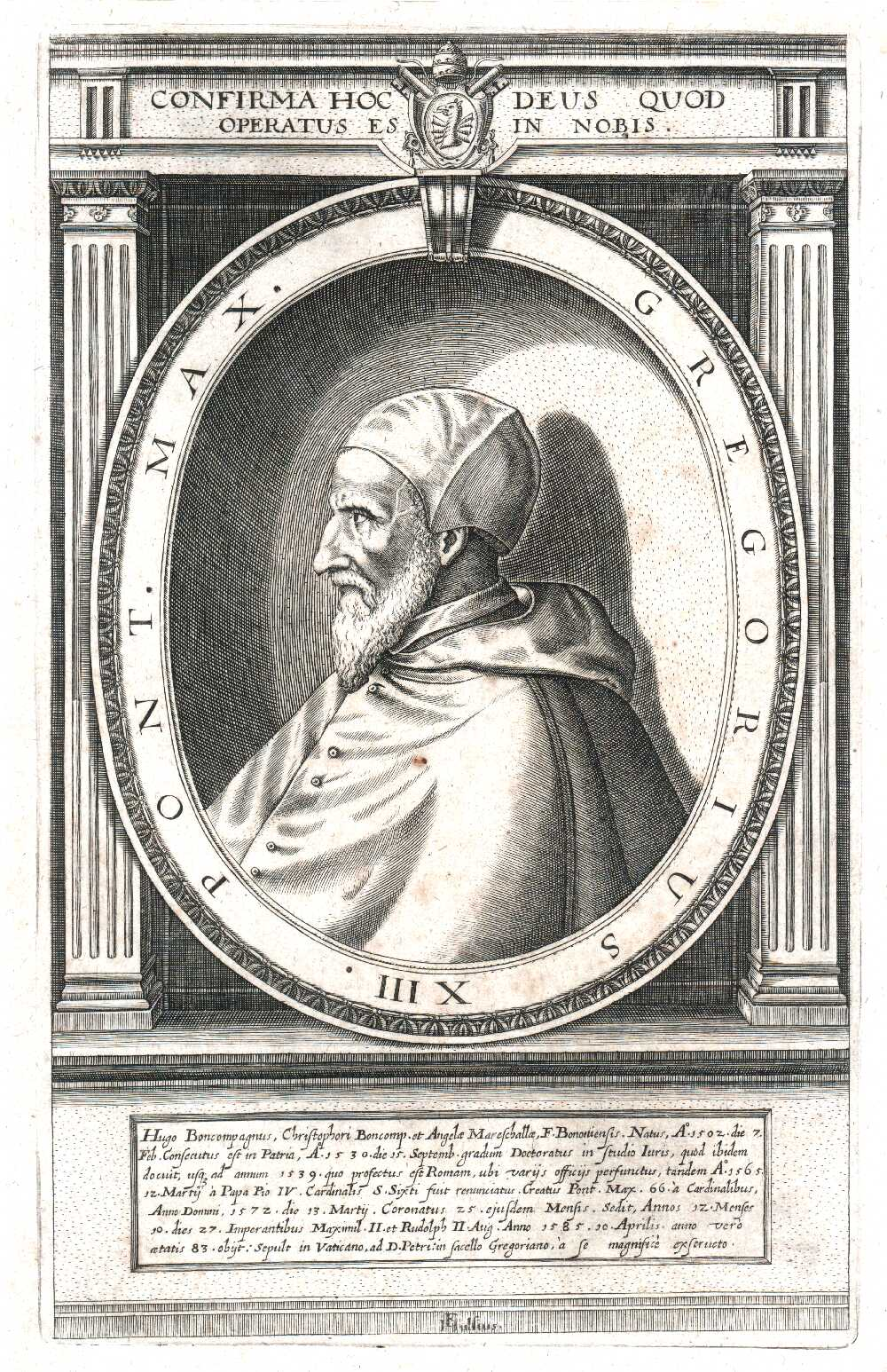
Papa Gregório XIII

O calendário gregoriano é um calendário de origem europeia, utilizado oficialmente pela maioria dos países. Foi promulgado pelo Papa Gregório XIII  (1502–1585) a 24 de fevereiro do ano 1582 pela bula Inter gravíssimas em substituição do calendário juliano implantado pelo líder romano Júlio César (100–44 a.C.) em 46 a.C..

## História

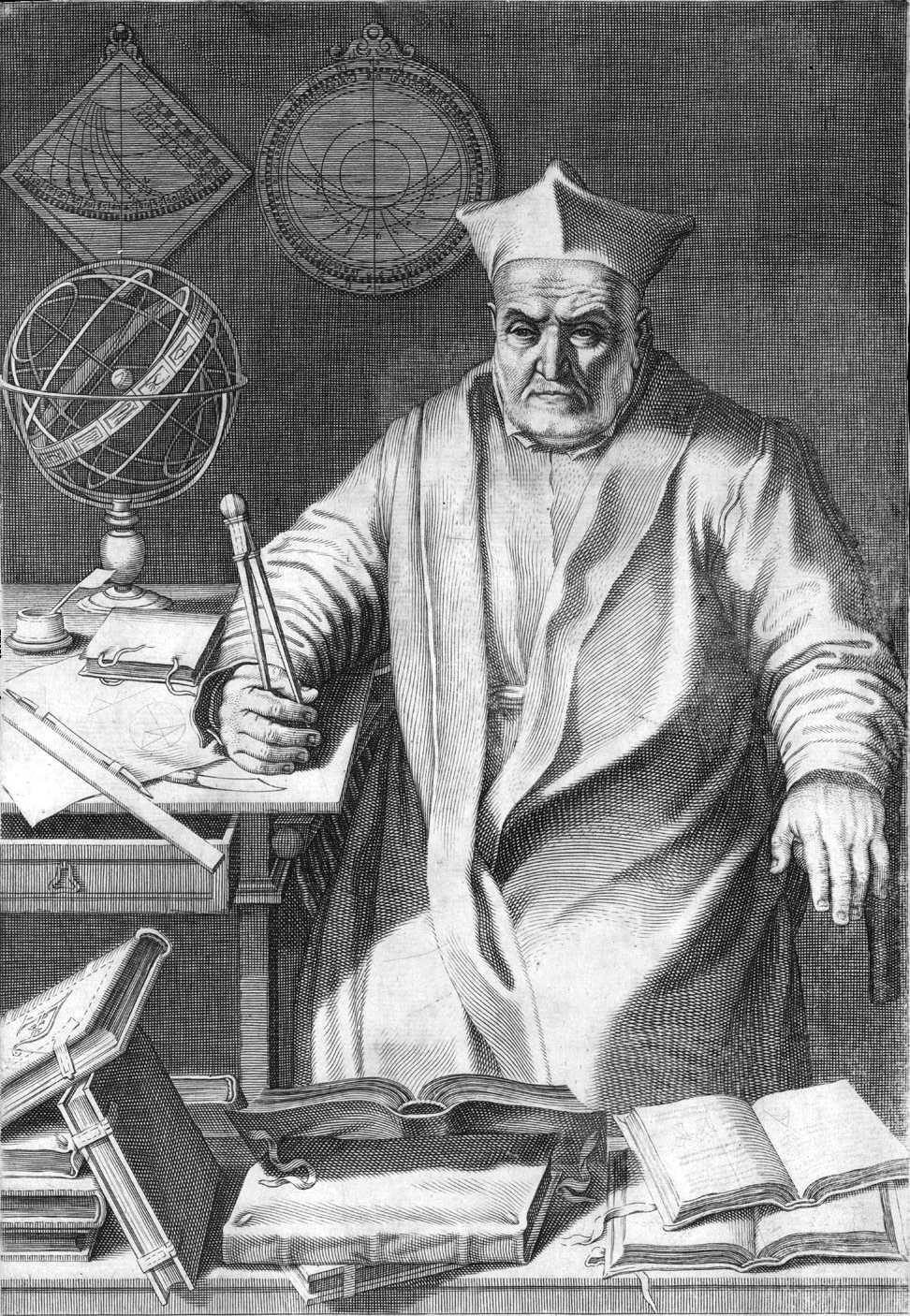
Christopher Clavius

O Papa Gregório XIII reuniu um grupo de especialistas para corrigir o calendário juliano. O objetivo da mudança era fazer regressar o equinócio da primavera para o dia 21 de março e desfazer o erro de 10 dias existente na época. A Comissão preparou um documento, o Compendium, em 1577, enviado no ano seguinte aos Príncipes e matemáticos para darem o seu parecer.
Após cinco anos de estudos, foi promulgada a bula papal Inter Gravissimas.
Neste grupo de estudiosos participaram Christopher Clavius (1538-1612) jesuíta alemão, sábio e matemático, Ignazio Danti (1536-1586) dominicano, matemático, astrónomo e cartógrafo italiano e Luigi Giglio  (1510-1576) médico, filósofo, astrónomo e cronologista italiano.
A bula pontifícia também determinava regras para impressão dos calendários, com o objetivo de que eles fossem mantidos íntegros e livres de falhas ou erros. Era proibido a todas as gráficas com ou sem intermediários publicar ou imprimir, sem a autorização expressa da Santa Igreja Romana, o calendário ou o martirológio em conjunto ou separadamente, ou ainda de tirar proveito de qualquer forma a partir dele, sob pena de perda de contratos e de uma multa de 100 ducados de ouro a ser paga à Sé Apostólica. A não observância ainda punia o infrator a pena de excomunhão latae sententiae e a outras tristezas.
Oficialmente o primeiro dia deste novo calendário foi 15 de Outubro de 1582.

## As mudanças

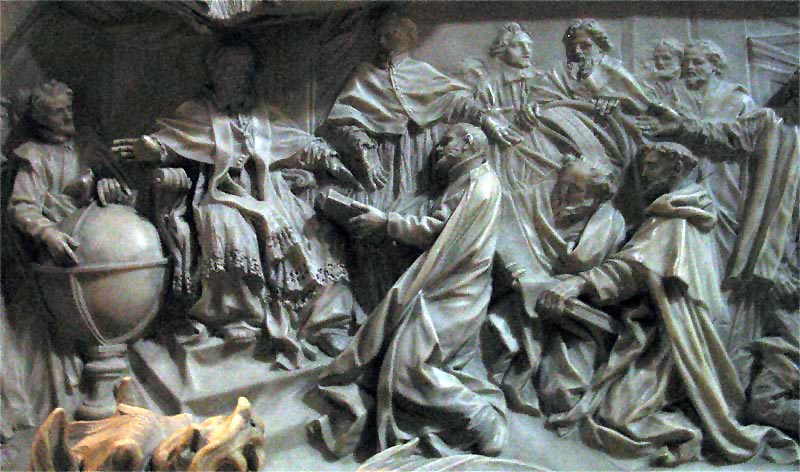
Detalhe da tumba do celebrando a introdução do calendário gregoriano

- Em Portugal, a aplicação da Bula da Reforma gregoriana e o calendário gregoriano entrou em vigor na data determinada pela Santa Sé em virtude de uma lei de Filipe I de Portugal, assinada em Lisboa, a 20 de setembro do mesmo ano, e escrita em português de acordo com as garantias aprovadas nas Cortes de Tomar de 1581, quando foi proclamado rei de Portugal.[9]
- Foram omitidos dez dias do calendário juliano, deixando de existir os dias de 5 a 14 de outubro de 1582. A bula ditava que o dia imediato à quinta-feira, 4 de outubro, fosse sexta-feira, 15 de outubro.[10]
- Os anos seculares só são considerados bissextos se forem divisíveis por 400. Desta forma a diferença (atraso) de três dias em cada quatrocentos anos observada no calendário juliano desaparecem.[3]
- Corrigiu-se a medição do ano solar, o ano gregoriano dura em média 365 dias, 5 horas, 49 minutos e 12 segundos, ou seja, 27 segundos a mais do que o ano trópico.[3]

## Críticas
O calendário gregoriano apresenta alguns defeitos, tanto sob o ponto de vista astronômico, como no seu aspecto prático. Por exemplo, o número de dias de cada mês é irregular (28 a 31 dias); além disso a semana, adotada quase universalmente como unidade laboral de tempo, não se encontra integrada nos meses e muitas vezes fica repartida por dois meses diferentes, prejudicando a distribuição racional do trabalho e dos salários.
Outro problema é a mobilidade da data da Páscoa, que oscila entre 22 de março e 25 de abril, perturbando a duração dos trimestres escolares e de numerosas outras atividades econômicas e sociais.

## Aceitação
A mudança para o calendário gregoriano deu-se ao longo de mais de três séculos. Primeiramente foi adotado por Portugal, Espanha, Itália e Polônia; e de modo sucessivo, pela maioria dos países católicos europeus. Os países onde predominava o luteranismo e o anglicanismo tardariam a adotá-lo, caso da Alemanha (Baviera, Prússia e demais províncias) (1700) e Grã-Bretanha (Inglaterra e País de Gales) (1752). A adoção deste calendário pela Suécia foi tão problemática que até gerou o dia 30 de fevereiro. A China aprovou-o em 1912, a Bulgária em 1916, a Rússia em 1918, a Roménia em 1919, a Grécia em 1923 e a Turquia em 1926.
Alguns povos conservam outros calendários para uso religioso inclusive com cronologia diferente da adotada pela Igreja Católica Romana. Conforme proposta feita por Dionísius Exiguus (470 - 544) monge romeno o marco inicial da cronologia cristã tem como  data o ano do nascimento de Cristo.
Segundo o calendário gregoriano, hoje é 25 de maio de 2025. Para esta mesma data outros calendários apontam anos diferentes, como: Ab urbe condita 2778; Calendário Babilônico 6775; Calendário bahá'í 181–182; Calendário budista 2569; Calendário hebreu 5785–5786; Calendário hindu Vikram Samvat 2081–2082; Calendário hindu Shaka Samvat 1947–1948; Calendário hindu Kali Yuga 5126–5127; Calendário Holoceno 12025; Calendário iraniano 1403–1404; Calendário Islâmico 1446–1447  entre outros.

## Dias, semanas e meses
| Nº | Mês       | Dias                                |
| -- | --------- | ----------------------------------- |
| 1  | Janeiro   | 31                                  |
| 2  | Fevereiro | 28 ou 29 (apenas em anos bissextos) |
| 3  | Março     | 31                                  |
| 4  | Abril     | 30                                  |
| 5  | Maio      | 31                                  |
| 6  | Junho     | 30                                  |
| 7  | Julho     | 31                                  |
| 8  | Agosto    | 31                                  |
| 9  | Setembro  | 30                                  |
| 10 | Outubro   | 31                                  |
| 11 | Novembro  | 30                                  |
| 12 | Dezembro  | 31                                  |

| Nº |               | Latim                                                      |
| -- | ------------- | ---------------------------------------------------------- |
| 1  | domingo       | Dies Dominica aut Solis dies (Dia do Senhor ou Dia do Sol) |
| 2  | segunda-feira | Lunae dies (Dia da Lua)                                    |
| 3  | terça-feira   | Martis dies (Dia de Marte)                                 |
| 4  | quarta-feira  | Mercurii dies (Dia de Mercúrio)                            |
| 5  | quinta-feira  | Jovis dies (Dia de Júpiter)                                |
| 6  | sexta-feira   | Veneris dies (Dia de Vénus)                                |
| 7  | sábado        | Saturni dies (Dia de Saturno)                              |

Dia: é a unidade fundamental de tempo adotada pelo calendário gregoriano. Um dia é equivalente a 86 400 segundos de Tempo Atômico Internacional (TAI).
Semana: é um período de 7 dias.
O primeiro dia da semana é o Domingo, a segunda-feira é o segundo dia da semana e o primeiro dia útil.
Nomes dos mesesː
- Janeiro: Jano, deus romano das portas, passagens, inícios e fins.
- Fevereiro: Fébruo, deus etrusco da morte; Februarius (mensis), "Mês da purificação" em latim, parece ser uma palavra de origem sabina e o último mês do calendário romano anterior a 45 a.C.. Relacionado com a palavra "febre".
- Março: Marte, deus romano da guerra.
- Abril: É o quarto mês do calendário gregoriano e tem 30 dias. O seu nome deriva do latim April, que significa abrir, numa referência à germinação das culturas. Outra hipótese sugere que Abril seja derivado de Apro, o nome etrusco de Vénus, deusa do amor e da paixão. Além de ser o único mês que termina com "L" em vez de "O".
- Maio: Maia Maiestas, deusa romana.
- Junho: Juno, deusa romana, esposa do deus Júpiter.
- Julho: Júlio César, general romano. O mês era anteriormente chamado Quíncio, o quinto mês do calendário de Rómulo.
- Agosto: Augusto, primeiro imperador romano. O mês era anteriormente chamado Sêxtil, o sexto mês do calendário de Rómulo.
- Setembro: septem, "sete" em latim; o sétimo mês do calendário de Rómulo.
- Outubro: octo, "oito" em latim; o oitavo mês do calendário de Rómulo.
- Novembro: novem, "nove" em latim; o nono mês do calendário de Rómulo.
- Dezembro: decem, "dez" em latim; o décimo mês do calendário de Rómulo.

## ISO 8601
A norma ISO 8601 emitida pela Organização Internacional para Padronização (International Organization for Standardization, ISO) é utilizada para representar data e hora. Especificamente esta norma define: “Elementos de dados e formatos de intercâmbio para representação e manipulação de datas e horas”.